# Роулинсон, Альфред
Альфред «Тоби» Роулинсон (англ. Alfred "Toby" Rawlinson; 17 января 1867, Лондон — 1 июня 1934, Клапем) — британский военный, лётчик, игрок в поло, чемпион летних Олимпийских игр 1900.

## Биография
Родился в семье генерал-майора, баронета. Стал офицером, но вскоре в звании лейтенанта ушёл в отставку. Разработал свой тип автомобильного двигателя, на чём хорошо заработал, вкладывал доходы в постройку самолётов, сам был одним из первых пилотов.
На Играх 1900 года Роулинсон входил в состав первой смешанной команды. Она сначала обыграла французскую сборную в четвертьфинале, ещё одну смешанную команду в полуфинале, и ещё одну в финале, получив золотые медали.
Во время Первой мировой войны вновь поступил на военную службу, в 1915 году стал заместителем командующего противовоздушной обороной Лондона. В 1916 году стал офицером гарнизонной артиллерии в звании подполковника. В 1918 году служил под командованием Лионеля Денстервиля в Закавказье. В 1919 году принял участие в специальной миссии в Эрзерум, был захвачен турками-кемалистами, был освобождён в 1921 году. В 1919 году стал командором Ордена Британской империи. Написал воспоминания о своих военных приключениях.